# Quercus elliptica
Quercus elliptica es una especie arbórea de la familia de las fagáceas. Está clasificada en la sección Quercus, que son los robles blancos de Europa, Asia y América del Norte. Tienen los estilos cortos; las bellotas maduran en 6 meses y tienen un sabor dulce y ligeramente amargo, el interior de la bellota tiene pelo. Las hojas carecen de una mayoría de cerdas en sus lóbulos, que suelen ser redondeados. 

## Descripción
Son árboles que alcanzan un tamaño de 5–15 m de alto, con la corteza áspera, gris a negra; tallos densamente amarillo-tomentosos con tricomas multiradiados, glabros en el segundo año, con estrías café-rojizas y grises y lenticelas café-amarillentas a café rojizas; yemas ovadas, 2–4 mm de largo y 1–2 mm de ancho. Hojas elípticas a ovadas, (4.5–) 6–15 cm de largo y 3.5–5 cm de ancho, ápice redondeado a acuminado, base redondeada a cordada, margen entero, nervio marginal ligera a fuertemente involuto, haz glabra a esparcidamente pubescente con tricomas multiradiados principalmente a lo largo del nervio principal, envés a menudo con tricomas glandulares y multiradiados en algunas de las axilas de los nervios secundarios, la lámina con tricomas multiradiados, la base del nervio principal con tricomas similares a los del tallo, 10–14 pares de nervios secundarios impresos en la haz, el nervio principal y los nervios secundarios muy prominentes en el envés, los nervios terciarios hundidos en la haz, ligeramente prominentes en el envés, coriáceas; pecíolos 1–4 mm de largo, estípulas linear-liguladas, 4–6 mm de largo, densamente pubescentes. Inflorescencias estaminadas 6–10 cm de largo, perianto 1.2–1.6 mm de largo, pubescente a lo largo de los márgenes de los lobos, bractéola 1–1.5 mm de largo; inflorescencias pistiladas 7–15 mm de largo, con 1–3 flores. Frutos 1–3 madurando en el raquis, pedúnculo 8–12 mm de largo; cúpula ligeramente hemisférica a ocasionalmente turbinada, 4–8 mm de alto y 10–18 mm de ancho a la altura del orificio, escamas triangular-ovadas, 2.5–3.5 mm de largo y 1.5–2 mm de ancho en la base, ápice agudo, densamente aplicado-pubescentes, glabras cerca del margen, delgadas, café-amarillentas a café-rojizas; nuez 9–16 mm de largo y 7–12 mm de ancho, 10–25% incluida en la cúpula, ápice redondeado a ligeramente agudo, apiculado; pericarpo pubescente en la superficie interior.

## Distribución y hábitat
Crece en barrancos, en bosques de pinos y encinos entre los 700-2300 metros; y sobre suelos pedregosos y poco profundos. Su hábitat natural es desde México en Chiapas, Guerrero, Jalisco, Estado de México, Nayarit, Oaxaca, Sinaloa y Veracruz; hasta Centroamérica.

## Taxonomía
Quercus elliptica fue descrita por Luis Née y publicado en Anales de Ciencias Naturales 3(9): 278. 1801.
Etimología
Quercus: nombre genérico del latín que designaba igualmente al roble y a la encina.
elliptica: epíteto latíno que significa "elíptica".
Sinonimia
- Quercus atrescentirhachis Trel.
- Quercus botryocarpa Trel.
- Quercus chiquihuitillonis Trel.
- Quercus coccinata Trel.
- Quercus comayaguana Trel.
- Quercus exaristata Trel.
- Quercus guayabalana Trel.
- Quercus hondurensis Trel.
- Quercus lanceolata M.Martens & Galeotti ex A.DC.
- Quercus langlassei Trel.
- Quercus linguifolia Liebm.
- Quercus nectandrifolia Liebm.
- Quercus oajacana Liebm.
- Quercus peradifolia E.F.Warb.
- Quercus porriginosa Trel.
- Quercus pubinervis M.Martens & Galeotti
- Quercus salicifolia var. oajacana (Liebm.) Wenz.
- Quercus yoroensis Trel.
- Quercus yoroensis var. aguanana Trel.[3][4]